# Першотравневский сельский совет
Першотравневский сельский совет (укр. Першотравневська сільська рада) — входит в состав
Никопольского района
Днепропетровской области
Украины.
Административный центр сельского совета находится в 
пос. Першотравневое.

## Населённые пункты совета
- пос. Першотравневое
- пос. Захидное
- пос. Схидное